# 川崎竹一
川崎 竹一（かわさき たけいち、1904年〈明治37年〉3月23日 - 1982年〈昭和57年〉4月28日）は、日本のフランス文学者、翻訳家、編集者。文藝春秋社「文學界」第3代編集長。九州帝国大学仏文学科卒。
『文藝通信』において川崎がゴンクール賞やノーベル賞など海外の文学賞の様な権威のある文学賞を我が国にも設立するべきだと書いた文章を菊池寛が読んだことが芥川龍之介賞や直木三十五賞の設立の動機となっている。このとき菊池は川崎に文藝春秋社内ですぐに準備委員会および選考委員会を作るよう要請し、川崎や永井龍男らによって準備が進められた。 同年中、『文藝春秋』1935年1月号において「芥川・直木賞宣言」が発表され正式に両賞が設立された。

## 生涯
長崎県出身。1929年、九州帝国大学法文学部仏文学科卒業。父親の会社を継ぐために法文学部法学科に入学したが、親に内緒で転科。そのため、条件として菊池寛の下で文学を勉強することになり上京。文藝春秋社に入社し、「文学界」の編集長となり、その後に重役となる。

1945年の文藝春秋社の解散後は、大学教授職の誘いもあったが、翻訳と執筆に専念した。当時最も長い小説とされたジュール・ロマンの『善意の人々』を2巻訳して日本に紹介したほか、後年は実用書、大衆小説、児童文学などの翻訳を行った。

## 逸話
『若き日の島崎藤村』は島崎藤村の青年期の手紙をモデルに書いた本で、遺族からプライバシーの侵害を訴えられたことで当時話題となり、ベストセラーとなった。裁判は川崎の勝訴に終わっている。

## 著作

### 単著
- 『若き日の島崎藤村』（明日香書房） 1947
- 『キュリー夫人 愛の科学者』（信友社） 1948
- 『藤村の恋愛と故郷の文学 新生より夜明前迄』（明日香書房） 1948
- 『世界名演説集 歴史篇』（信友社） 1949
- 『歴史的な大雄弁 ギリシャ・ローマ時代よりアメリカ独立自由の熱弁まで』（信友社） 1952

## 翻訳
- 『善意の人々 第1』（ジュウル・ロマン、創元社） 1941
  - 『善意の人々 第2』（三笠書房、三笠版現代世界文学全集） 1954
- 『徒党の地図』（ロマン・ルウセル、白水社） 1941
- 『仏印駐屯軍の記録』（ジャン・ルノオ、山河書房） 1942
- 『海の嘆き ポールとヴィルジニー』（サン・ピエール、富士出版） 1948
- 『魔の沼』（ジョルジュ・サンド、大学書林、ジョルジュ・サンド選集2） 1949
- 『彼女と彼』（ジョルジュ・サンド、岩波文庫） 1950
- 『壁にぶつけた頭』（エルヴェ・バザン、文藝春秋新社） 1952
- 『京城の恋人』（ピエール・フィツソン、新潮社） 1953
- 『愛される女性』（スターフ夫人、実業之日本社） 1953
- 『女たちに覆われた男』（ラ・ロッシェル、新潮文庫） 1953
- 『風の神と雨の神』（P・ミュッセ、講談社、世界名作童話全集） 1954
- 『黒いチューリップ』（デュマ父、講談社、世界名作全集） 1954
- 『巴里の女 パリジェンヌの性態報告』（クロード＝アンリ・ルコント、谷長茂共訳、北辰堂） 1955
- 『愛の技術』（ジルベール・ルメルル、河出新書） 1955
- 『結婚教科書 上手な結婚のしかた』（フロランス・ピカール、河出新書） 1955
- 『恋愛教科書 男女の求愛のしかた・させかた』（フロランス・ピカール、河出新書） 1956
- 『永遠に美しくあるために』（フロランス・ピカール、河出新書） 1956
- 『放たれた雄獅子たち』（ニコル、大日本雄弁会講談社、ミリオン・ブックス） 1956
- 『実録ロビンソン』（ルーズ、実業之日本社、少年少女世界の本） 1957
- 『もだえ 若き世代のドラマ』（ジュール・ロマン、大日本雄弁会講談社） 1957
- 『ジャンヌ・ダルクの不思議な冒険』（マルモン、実業之日本社、少年少女世界の本） 1958
- 『禁断の山』（F・ナヴァラ、河出書房新社） 1958
- 『わが足の続くかぎり ドイツ人将校シベリア脱走記』（J・M・バウェル、六興出版部） 1958
- 『男狩り』（F・V・ヒルバウ、六興出版部） 1959
- 『マグダ』（V・ナボコフ、河出書房新社） 1960
- 『家なき子』（マロー、講談社、世界名作童話全集） 1962
- 『ろば物語』（セギュール夫人、講談社、少年少女世界文学全集 フランス編） 1962
- 『赤い霧』（セルジュ・ラフォレスト、番町書房、スパイ・サスペンス・シリーズ） 1962
- 『闇ドルの女王』（セルジュ・ラフォレスト、番町書房、ポイントブックス） 1963
- 『人喰鮫は夜釣れる』（フランソワ・ポリ、番町書房） 1963
- 『ばらいろ島の少年たち』（ビルドラック、講談社、少年少女新世界文学全集） 1964
- 『世界の財宝 未だ発見されざるもの』（ロベール・シャルー（英語版）、実業之日本社） 1964
- 『海底二万里』（ベルヌ、講談社、世界の名作） 1965
- 『エロスの文学』（編訳、山王書房） 1968
- 『怪盗ルパン』（ルブラン、講談社、世界の名作図書館） 1969
- 『生きがいをひらく』（アンドレ・アルヌウ、大和書房） 1970
- 『シュリィ・プリュドム詩抄』（シュリィ・プリュドム、主婦の友社、ノーベル賞文学全集23） 1971
- 『紙カヌーの冒険』（ボーガン、小学館、少年少女世界の名作） 1972
- 『おかしなおかしな物語 パダブーンひめのふしぎな物語』（ポウロウスキ、小学館、少年少女世界の名作） 1973
- 『大西洋を股にかけろ』（スンダリ、講談社、講談社文庫） 1976
- 『呪の王 バテク王物語』（ウィリアム・ベックフォード、角川書店、角川文庫） 1976

### J・ルマルシャン
- 『永遠に若くあるために』（J・ルマルシャン、河出新書） 1956
- 『人生に勝ちぬくために』（J・ルマルシャン、河出新書） 1956
- 『有能な人となるには』（ル・マルシャン、河出書房） 1956
- 『成功する考え方 生きがいある人生への指標』（J・ルマルシャン、大和書房） 1971